# Markaryds kyrka

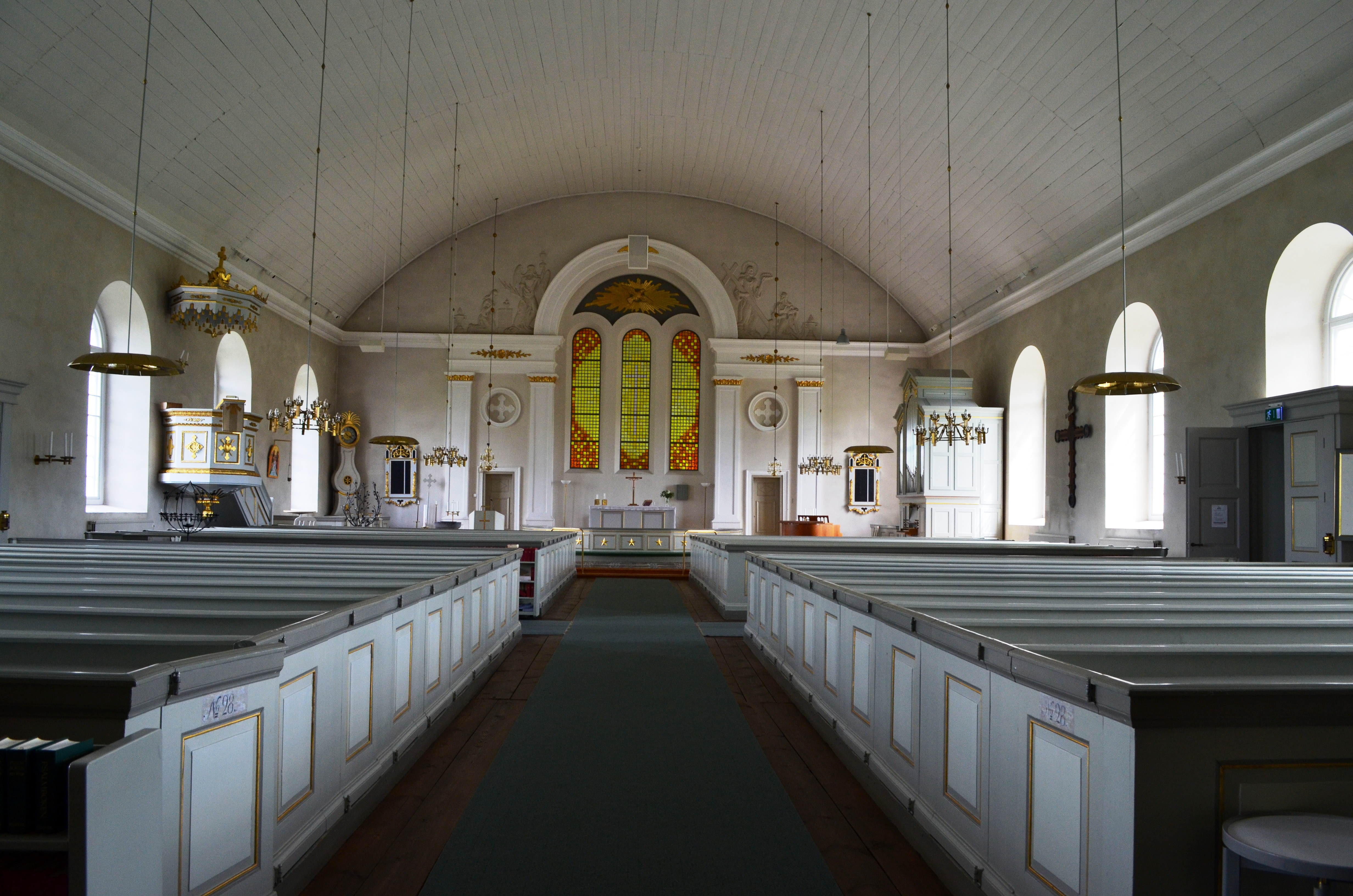
Markaryds kyrkas kykosal

Markaryds kyrka en kyrkobyggnad som tillhör Markaryds församling i Växjö stift. Kyrkan ligger väster om Markaryd, utmed Riksväg 15 mot Halmstad. Ända sedan 1100-talet har en kyrka funnits på platsen.

## Kyrkobyggnaden
Tidigare stenkyrka brann ned 1851. Nuvarande kyrka uppfördes 1853-1855 av byggmästarna Johannes Herrlin och Jonas Malmberg efter ritningar av arkitekt Carl-Gustaf Blom-Carlsson. 1854 kunde kyrkan användas för gudstjänster och 30 augusti 1857 genomfördes invigningen av kontraktsprosten Peter Granstrand, Agunnaryd. Kyrktornet, som uppfördes 1795 av byggmästare Carl Hellsten, härstammar från den gamla kyrkan och klarade av branden. Vid bygget av nuvarande kyrka höjdes tornet 2,5 meter.
Kyrkan har en stomme av ohuggna gråstensblock och består av ett rektangulärt långhus med torn i väster och rakt avslutat kor i öster av samma bredd som långhuset. Öster om koret finns en halvrund sakristia. Ytterväggarna är spritputsade och genombryts av rundbågiga fönsteröppningar. Ingångar finns vid vapenhuset i tornets bottenvåning, vid långhusets norra och södra sidor samt vid sakristians östra vägg. Yttertaket är numera täckt med kopparplåt från att tidigare ha varit täckt med spån. Kyrktornet har tornur och kröns med en åttakantig lanternin.

## Inventarier
- Vid södra väggen finns ett kors från medeltiden.
- Vid utgången hänger två tavlor som föreställer Gustav II Adolf och Kristian IV från Danmark. Förmodligen målades tavlorna på 1700-talet till minne av kungarnas möte på Ulfsbäcks prästgård 1629.
- I vapenhuset står foten och skaftet till den första dopfunten som sprack vid kyrkbranden. Funten höggs av Nöttjamästaren omkring år 1200.

### Orgel
- 1876 bygger Carl Elfström, Ljungby en orgel med 20 stämmor. Tillhörande orgelfasad är ritad 1876 av Otto August Mankell.
- 1939 bygger John Grönvall orgelbyggeri, Lilla Edet en orgel med 24 stämmor.
- Den nuvarande orgeln med 33 stämmor är byggd 1975/1977 av Mårtenssons orgelfabrik, Lund. Orgeln har mekanisk traktur och elektrisk registratur. Det finns fria kombinationer till den.

| Huvudverk I       | Svällverk II      | Bröstverk III  | Pedal         | Koppel |
| Gedacktpommer 16´ | Rörflöjt 8´       | Gedackt 8´     | Subbas 16'    | I/P    |
| Principal 8´      | Fugara 8´         | Koppelflöjt 4´ | Oktavbas 8'   | II/P   |
| Spetsflöjt 8´     | Voix Celeste 8´   | Kvinta 2 2/3´  | Pommer 8'     | II/I   |
| Oktava 4´         | Principal 4'      | Principal 2´   | Blockflöjt 4' | III/I  |
| Tvärflöjt 4'      | Hålflöjt 4'       | Ters 1 3/5´    | Nachthorn 2'  |        |
| Oktava 2'         | Gedacktflöjt 2'   | Cymbel 2 chor  | Mixtur 5 chor |        |
| Kornett 3 chor    | Nasat 1 1/3'      | Vox Humana 8'  | Basun 16'     |        |
| Mixtur 4 chor     | Mixtur 4 chor     | Tremulant      | Clarino 4'    |        |
| Trumpet 8'        | Fagott 16'        |                |               |        |
|                   | Oboe 8'           |                |               |        |
|                   | Tremulant         |                |               |        |
|                   | Crescendosvällare |                |               |        |

### Webbkällor
- anläggningspresentation
- byggnadspresentation
- Markaryds församling